# Kingstonite
La kingstonite (simbolo IMA: Kgs) è un minerale molto raro della classe dei minerali "solfuri e solfosali" con la composizione chimica idealizzata Rh3S4, quindi chimicamente è un solfuro di rodio. Tuttavia, poiché in natura la kingstonite contiene sempre piccole quantità di iridio e/o platino, oltre al rodio, la formula è solitamente data come (Rh,Ir,Pt)3S4. Gli elementi indicati tra parentesi possono rappresentarsi l'un l'altro nella formula, ma sono sempre nella stessa proporzione con gli altri componenti del minerale.

## Etimologia e storia
La kingstonite è stata scoperta per la prima volta nel 1993 sul fiume Bir Bir vicino a Yubdo (Joubdo; Youbdo; Joubda) nei pressi di Gimbi nella regione di Oromia in Etiopia e descritto da C.J. Stanley, A.J. Criddle, J. Spratt, A.C. Roberts, J.T. Szymański e M.D. Welch, che intitolarono il minerale a Gordon Kingston (ex Università di Cardiff) come riconoscimento per i suoi contributi alla mineralogia degli elementi del gruppo del platino e alla geologia dei depositi minerari.

## Classificazione
Già nell'ormai obsoleta ma ancora comune 8ª edizione della sistematica minerale secondo Strunz, la kingstonite apparteneva alla classe minerale di "solfuri e solfosali" e lì alla sottoclasse dei "solfuri con il rapporto di quantità materiale metallo : zolfo, selenio, tellurio < 1 : 1", dove formava insieme a cuproiridsite, cuprorhodsite, ferrorhodsite, malanite e xingzhongite il gruppo indipendente II/D.02.
La 9ª edizione della sistematica minerale di Strunz, entrata in vigore nel 2001 e utilizzata dall'Associazione Mineralogica Internazionale (IMA), classifica anche la kingstonite nella classe dei "solfuri e solfosali", ma nella nuova divisione di "Solfuri e solfosali". Questa sottoclasse è ulteriormente suddivisa in base all'esatto rapporto delle sostanze, in modo che il minerale possa essere trovato in base alla sua composizione nella suddivisione Solfuri metallici, M:S = 3:4 e 2:3, dove è l'unico membro del gruppo senza nome 2.DA.25.
Anche la classificazione dei minerali Dana, utilizzata principalmente nel mondo anglosassone, classifica la kingstonite nella classe dei "solfuri e solfosali" e lì nella sottoclasse dei "minerali solfuri"; la si trova insieme a wilkmanite, brezinaite e heideite nel "Gruppo della wilkmanite" con il sistema nº 02.10.02 all'interno della suddivisione "Solfuri – compresi seleniti e tellururi – con composizione AmBnXp, con (m+n):p = 3:4".

## Abito cristallino
La kingstonite cristallizza monoclinicamente nel gruppo spaziale C2/m (gruppo nº 12) con costanti di reticolo a = 10.4616(5) Å; b = 10.7527(5) Å; c = 6.2648(3) Å e β = 109.000(5)° e 6 unità di formula per cella unitaria.

## Origine e giacitura
Finora non si sa nulla sulle esatte condizioni di formazione, poiché la kingstonite è stata trovata solo in un campione, una pepita di 1,5 cm e un materiale tipo del minerale prassoite. Il deposito da cui ha avuto origine il campione è costituito dalle rocce dunite e pirossenite. La bowieite, la cuprorhodsite, la ferrorhodsite, l'isoferroplatino, la laurite, l'osmio e la tetraferroplatino sono stati rilevati anche in altri gruppi minerali.
A parte la sua località tipo Bir Bir River in Etiopia, il minerale (alla data del 2011) non è stato rilevato in nessun'altra località finora.

## Forma in cui si presenta natura
La kingstonite è stata finora trovata solo sotto forma di inclusioni ipidiomorfe e xenomorfe di circa 15-40 μm di dimensione in una pepita di platino-ferro. Il minerale è opaco, di colore grigio-brunastro con uno striscio nero e mostra una brillantezza metallica.